# Platanthera beckneri
Platanthera beckneri är en orkidéart som beskrevs av Paul Martin Brown. Platanthera beckneri ingår i släktet nattvioler, och familjen orkidéer.
Artens utbredningsområde är Florida. Inga underarter finns listade i Catalogue of Life.